# 기포 핵융합
기포 핵융합(Bubble fusion)은 초음파 발광 과정에서 내부 온도가 1억도 이상 올라가면서 플라스마 상태가 되고 중수소가 융합해 헬륨이 만들어지고 중성자와 함께 에너지가 나오는 현상을 말한다. 아직 이론적 규명이 되지 않았으며, 과학적 사기라는 평가를 받기도 한다.

## 연표
2002년 미국 뉴욕주 렌셀러폴리테크닉 대학교의 리처드 라헤이 교수팀이 사이언스에 최초의 논문을 발표했다. 그러나 너무 의외의 실험결과이기 때문에, 과학적 사기라는 비판까지 받았다.
2004년 미국 테니시주 오크리지 국립연구소(ORNL)에서 퍼듀 대학교의 루시 테일야크한 핵공학과 교수와 2002년 실험을 재현하는데 성공했다. "기존의 모든 문제점을 해결했으며, 이제는 더 이상 무시할 수 없는 수준에 이르렀다"고 말했다.

## 같이 보기
- 상온 핵융합 - 상온 핵융합은 기포 핵융합과 더불어, 아직 이론적 규명이 안 되어서, 과학적 사기라는 비난까지 받는, 최신 핵융합 연구이다.